# Манагадзе Шота Ілліч
Шота Ілліч Манагадзе (19 березня 1903, Кутаїсі, Російська імперія — 21 липня 1977 Тбілісі, Грузинська РСР) — радянський грузинський кінорежисер, народний артист Грузинської РСР (1966 рік).

## Біографія
Шота Манагадзе народився 19 березня 1903 року в Кутаїсі.
Навчався у Тбіліському університеті. В 1926 закінчив театральну студію Джабадарі в Тифлісі, в 1938 режисерський факультет ВДІК.
У 1927—1928 роках був режисером та художнім керівником Кутаїського драмтеатру, у 1929—1931 рр. художнім керівником Тбіліського ТРАМу, у 1932 році був головним режисером Грузинського театру Червоної Армії, у 1934—1936 рр. був художнім керівником та директором Республіканського ТРАМу.
З 1938 Шота Манагадзе був кінорежисером на Тбіліській кіностудії — пізніше студія «Грузія-фільм».
Шота Манагадзе помер 21 липня 1977 року.

## Фільмографія

### Режисер
- 1942 — Міст
- 1945 — Норовливі сусіди
- 1955 — Майстри грузинського балету (фільм-вистава)
- 1957 — Останній з Сабудара
- 1959 — Квітка на снігу
- 1961 — Добрі люди
- 1963 — Хто осідлає коня?
- 1965 — Хевсурська балада
- 1968 — Розп'ятий острів
- 1969 — Очікування
- 1971 — Тепло твоїх рук
- 1976 — Камінь чистої води

## Визнання та нагороди
- Лауреат Всесоюзного кінофестивалю в номінації «Другі премії серед художніх фільмів» (1958)
- Народний артист Грузинської РСР (1966 рік)
- Лауреат премії комсомолу Грузії (1974 рік)
- Орден Жовтневої Революції (1976 рік)